# Stenfelt
Stenfelt är en svensk adelsätt från Möckhult i Fliseryd som härstammar från släkten Stenfelt som har sitt ursprung från Lübeck.
Georg Stenfelt (son av borgaren Lorentz Stenfelt) adlades Stenfelt 1719 och introducerades 1743 på Riddarhuset under nr 1867.
Ätten fortlever ännu idag, både i Sverige och i USA.